# Siheung
Siheung is een stad in de Zuid-Koreaanse provincie Gyeonggi. Bij de volkstelling van 2020 had de stad 535.147 inwoners. Siheung is onderdeel van de agglomeratie Seoel.

## Stedenbanden
- Dezhou, China
- Rochester, Verenigde Staten

Steden:
Ansan · Anseong · Anyang · Bucheon · Dongducheon · Gimpo · Goyang · Gunpo · Guri · Gwacheon · Gwangju · Gwangmyeong · Hanam · Hwaseong · Icheon · Namyangju · Osan · Paju · Pocheon · Pyeongtaek · Seongnam · Siheung · Suwon (hoofdstad) · Uijeongbu · Uiwang · Yangju · Yeoju · Yongin
Districten:
Gapyeong · Yangpyeong · Yeoncheon